# عبد الله محسن أحمد العجر
عبد الله محسن أحمد العجر برلماني يمني، عضو في مجلس النواب، عن الدورة البرلمانية 2003-2009 والكتلة البرلمانية لنواب حزب المؤتمر الشعبي العام عن الدائرة الانتخابية رقم (136) بمحافظة شبوةوهو شيخ قبلي ومن الشخصيات البارزة في محافظة شبوة وعموم الجمهورية له مواقف ايجابيه في حل العديد من المشاكل القبليه.

## فترة المجلس
باتفاق عرف بأسم «إتفاق فبراير» تمددت فترة المجلس لمدة عامين، وبقيام ثورة الشباب اليمنية لم تُجرَ الانتخابات، وبحسب إتفاق المبادرة الخليجية تمددت لمدة عامين آخرين حتى 2013 .